# 아머드 코어: 버딕트 데이
아머드 코어: 버딕트 데이(Armored Core: Verdict Day)는 프롬소프트웨어에서 개발한 기계 액션 게임으로, 2013년 9월 남코 반다이 게임스에서 플레이스테이션 3 및 엑스박스 360용으로 전 세계에 출시했다. 아머드 코어 시리즈의 15번째 작품이자 아머드 코어 V의 후속작이다.

## 게임플레이
스토리라인은 세 세력이 천연자원을 놓고 싸우는 미래 세계를 배경으로 한다. 게임의 주요 초점인 온라인 멀티플레이어 모드에서 플레이어는 팀으로 또는 UNAC라고 불리는 인공 지능 기반 기계 팀을 구성하여 다른 세력과 전투를 벌이게 된다. 이러한 UNAC는 다양한 무기와 기술로 맞춤 설정할 수 있으며, AI 기계의 동작은 다양한 칩을 사용하여 전투 전술과 전장 행동을 미세 조정하여 맞춤 설정할 수 있다. 이 칩을 사용하면 UNAC의 교전 범위, 무기 사용, 속도, 시선 및 기타 측면을 플레이어의 요구에 따라 수정할 수 있다. 플레이어가 운전석에 있으면 실제 플레이어가 전장에 있을 필요는 없다. UNAC는 인간 플레이어가 운영자 역할을 하는 한 최대 4개의 플레이어 슬롯을 모두 차지할 수 있도록 동시에 배치할 수 있으며, 그런 다음 각 UNAC에 대해 목표를 지시하고 특정 적을 발견할 수 있다. 한 세력이 다른 세력을 지배하거나 시즌이 종료되면 지속 세계가 재설정된다.
아머드 코어: 버딕트 데이의 온라인 서버는 2024년 3월 31일에 종료되었다.

## 평가
| 평론 점수 평론사 점수 PS3 엑스박스 360 유로게이머 8/10 [ 1 ] N/A 패미츠 34/40 [ 2 ] 34/40 [ 2 ] 게임스팟 N/A 6/10 [ 3 ] 게임스레이더+ N/A [ 4 ] 게임즈TM 6/10 [ 5 ] N/A IGN 7.6/10 [ 6 ] N/A OPM (AU) 6/10 [ 7 ] N/A OPM (UK) 6/10 [ 8 ] N/A OXM (US) N/A 7.5/10 [ 9 ] The Digital Fix 6/10 [ 10 ] N/A Metro 6/10 [ 11 ] N/A 통합 점수 메타크리틱 66/100 [ 12 ] 65/100 [ 13 ] |        |              |
| 평론 점수 |        |              |
| 평론사 | 점수   | 점수         |
| 평론사 | PS3    | 엑스박스 360 |
| 유로게이머 | 8/10   | N/A          |
| 패미츠 | 34/40  | 34/40        |
| 게임스팟 | N/A    | 6/10         |
| 게임스레이더+ | N/A    | [ 4 ]        |
| 게임즈TM | 6/10   | N/A          |
| IGN | 7.6/10 | N/A          |
| OPM (AU) | 6/10   | N/A          |
| OPM (UK) | 6/10   | N/A          |
| OXM (US) | N/A    | 7.5/10       |
| The Digital Fix | 6/10   | N/A          |
| Metro | 6/10   | N/A          |
| 통합 점수 |        |              |
| 메타크리틱 | 66/100 | 65/100       |